# Atargatis
Atargatis — немецкая симфо-готик-метал-группа.

## История
Коллектив был основан в 1997 и назван в честь богини плодородия и материнства Атаргатис из сирийской мифологии. Однако первый полноформатный альбом, «Wasteland», был ими выпущен только в 2006 году. Помимо основного состава группы в записи альбома участвовали приглашённые музыканты: вокалист Stefan Hertrich (Darkseed, Spi-Ritual, Betray my Secret), перкуссионист Moritz Neuner (Atrocity, Leaves’ Eyes, Darkwell, Dornenreich), а также скрипачка Susanne «Tialupa» Zisky, которая до этого играла в Junge Sinfonie Berlin.
16 ноября 2007 группа выпустила свой второй альбом — «Nova», который по словам музыкантов является «ещё более эпическим, и гораздо более тяжёлым и мощным», чем предшествующий. Для записи этого альбома также приглашались музыканты: Matthias «Matze» Hechler из немецкой готик-метал-группы Crematory, Thomas Helm из Noekk, Empyrium и скрипачка Tialupa (Junge Sinfonie Berlin).
Выход третьего альбома ожидался в конце 2009 — начале 2010, вновь на лейбле Massacre Records, однако альбом так и не был выпущен, а группа распалась.

## Участники группы

### Действующие участники
- Stephanie «Luzie» Meier — вокал (1997—2010) (экс-Darkwell)
- Artur Vladinovskij — гитара (2009—2010)
- Michael «Lord Lornhold» E. — бас, бэк-вокал (2005—2010)
- Susanne «Tialupa» Zisky — скрипка, альт (2006—2010)
- Jürgen «Shadrak» Bürsgens — ударные (1997—2010)

### Бывшие участники
- Florian «Sagoth» Ramsauer — гитара (1997—2000)
- Margit «Satyria» E. — клавишные (1997—2006)
- Martin Buchmann — гитара (2000—2004)
- Martin Motnik — бас (2006)
- Ernst «Azmo» Wurdak — гитара (2005—2007, 2009)
- Maximilian Schulz — гитара (2007—2009)

## Дискография
- Alba Gebraich (EP, 1999)
- Accurst From The Deep (Demo, 2002)
- Divine Awakening (EP, 2004)
- Wasteland (2006, Massacre Records)
- Nova (2007, Massacre Records)